# Willi Resetarits
Willi Resetarits, né à Stinatz (Burgenland) le 21 décembre 1948 et mort le 24 avril 2022 à Vienne, est un chanteur et comédien autrichien, militant des droits de l'homme.

## Biographie
Willi Resetarits appartient à la minorité des Croates du Burgenland (de).
En 1969, Willi Resetarits est membre de Schmetterlinge, un groupe de rock politique (Politrock (de)) dont l'œuvre la plus importante, l'oratorio Proletenpassion (de) a été créé en 1976 au Festival de Vienne (Wiener Festwochen) sur un texte de Heinz Rudolf Unger (de) qui traite de questions sociales, de subordination, d'oppression et des différentes révolutions en Europe du XVIe au XXe siècle. Willi Resetarits compose et chante, entre autres, le populaire Jalava Song. En 1977, le groupe participe à l'Eurovision Song Contest à Londres avec Boom Boom Boomerang mais termine à la dernière place du concours.
À partir du milieu des années 1980, il joue avec beaucoup de succès le personnage de Kurt Ostbahn.

### Militantisme pour les droits de l'homme
Willi Resetarits est cofondateur des organisations Asyl in Not et SOS Mitmensch (de). Il a également fondé la Integrationshaus Wien (de), dont il est président honoraire. Il a été condamné pour son appel à l'objection de conscience.

### Famille
L'acteur Lukas Resetarits (de) et le journaliste et présentateur Peter Resetarits (de) sont frères de Willi Resetarits.

## Récompenses et distinctions
- Médaille d'or du Mérite du Land de Vienne
- Décoration autrichienne pour la science et l'art (de)
- Prix Bruno-Kreisky
- Prix Karl-Renner